# Stromateus fiatola
Fiatole
Espèce
Statut de conservation UICN

 LC : Préoccupation mineure
Stromateus fiatola, la Fiatole, est une espèce de poissons marins de la famille des Stromateidae.

## Description
Stromateus fiatola possède entre 42 et 50 rayons mous dorsaux, et de 33 à 38 rayons mous anaux. Sa couleur varie du bleu au brun sur le dos, souvent parsemé de taches plus foncées, tandis que le ventre est argenté à blanchâtre. Les juvéniles se distinguent par des bandes verticales sur le corps et de petites nageoires pelviennes noires. Son corps est court et/ou profondément comprimé.

## Répartition
Stromateus fiatola est présent en mer Méditerranée et dans l’est de l’Atlantique, depuis le golfe de Gascogne jusqu’au cap de Bonne-Espérance en Afrique du Sud. On le trouve également autour des Açores, de Madère, des îles Canaries ainsi que de São Tomé-et-Principe.

## Écologie
La fiatole est une espèce pélagique vivant dans des zones marines de climat subtropical, généralement entre 10 et 70 m de profondeur. On la rencontre principalement au-dessus des plateaux continentaux. Les jeunes individus sont fréquemment associés aux méduses pélagiques, qui leur offrent à la fois protection et nourriture. Son régime alimentaire se compose essentiellement de zooplancton, de petits poissons, et parfois de méduses. Sa taille habituelle atteint environ 40 cm, avec un maximum pouvant aller jusqu’à 50 cm.
L'espèce est classée « Mo » (espèce  marine occasionnelle en estuaire) dans la classification écologique d'Albaret pour les espèces de poissons des milieux estuariens et lagunaires d'Afrique de l'Ouest. Ce sont des espèces marines dont l'euryhalinité est faible. Elles sont rarement présentes en estuaire, où elles sont localisées généralement prés des  endroits ayant une communication avec la mer. Elles ne se reproduisent pas dans les milieux estuariens et lagunaires.

## Étymologie
Le nom de genre provient d’un terme utilisé par les anciens Grecs d’Égypte pour désigner un poisson inconnu, probablement originaire de la mer Rouge. Le mot est issu d’un terme signifiant « tapis ou couverture en patchwork », ce qui pourrait faire référence à la forme plate du poisson et à ses couleurs variées. Le naturaliste Rondelet avait déjà utilisé ce nom au XVIe siècle pour désigner l’espèce S. fiatola. Le nom d'espèce fiatola est le nom de cette espèce parmi les pêcheurs italiens de Méditerranée.

## Dénomination
Ce taxon porte en français le nom vernaculaire ou normalisé suivant : Fiatole.

## Systématique
Le nom valide complet (avec auteur) de ce taxon est Stromateus fiatola Linnaeus, 1758.
Stromateus fiatola a pour synonymes :
- Chrysostromus fiatoloides Lacepède, 1802
- Fiatola fasciata Risso, 1827
- Seserinus microchirus Cuvier, 1833
- Stromateus capensis Pappe, 1853
- Stromateus fasciatus (Risso, 1827)
- Stromateus microchirus (Cuvier, 1833)

## Publication originale
- (la) Linnaeus, C. (1758). Systema Naturae per regna tria naturae, secundum classes, ordines, genera, species, cum characteribus, differentiis, synonymis, locis.  [The system of nature through the three kingdoms of nature, according to classes, orders, genera, species, with characters, differences, synonyms, places.]. Impensis Direct. Laurentii Salvii. Holmiae [Stockholm]. 1(10) [iii], 824 p. (lire en ligne).